# Bo Burnham: Inside
Bo Burnham: Inside (Bo Burnham: A Dins) és un especial de comèdia musical de 2021 llançat a Netflix. L'obra és sobre la pandèmia mundial de covid-19, i com va afectar el seu autor, Robert Pickering Burnham. Va estar dirigit, escrit, editat i compost per Bo Burnham.
L'especial va ser llançat al 21 de juny i l'àlbum de cançons Inside (the songs) el 10 de juny.

## Sinopsi
És un espectacle no molt convencional al no seguir una estructura narrativa, i ser bastant inconnexa.
L'especial comença amb Burnham cantant una cançó sobre la falta de material que ha tingut, prometent que en crearà més. Entren els crèdits inicials i canta una cançó sobre la comèdia, la falta d'impacte que té i el seu privilegi social. Un cop ha acabat la cançó, introdueix la premissa del especial, remarcant que serà bastant abrupte i que no tindrà bones transicions i entra una cançó sobre els problemes que es tenen fent videotrucades amb gent gran, especialment la seva mare. La pròxima cançó és una paròdia de les cançons educatives infantils, i que quan entra el personatge de socko (mitjonet) es converteix en crítica de la situació política, social i econòmica dels Estats Units. En el pròxim skit, Burnham fa veure que és un assessor social de companyies, i satiritza el màrqueting que fan servir les marques per semblar socialment implicades, i després canta una cançó sobre coses que es poden trobar al compte d'instagram d'una dona blanca. Quan acaba mostra la frustració que li genera el constant flux d'opinions que generen les xarxes socials i demana que "una sola persona calli la puta boca sobre un sol tema" transiciona abruptament a una cançó sobre l'explotació laboral de becaris no pagats, i després ell fa una video reacció a la mateixa cançó, que acaba de sonar, o quan acaba segueix parlant sobre la video reacció a la seva pròpia cançó.
Un cop talla abruptament, canta una cançó sobre fundador d'Amazon Jeffrey Bezos. La segueix un monòleg a un llit on es queixa del poder que s'ha donat a moltes grans empreses. Després entra una cançó sobre "sexting", la pràctica d'enviar missatges de text sexuals a una parella. Després es veu a Burnham donant les gràcies a l'Audiència com si fos un youtuber. Un cop acaba grava una cançó sobre la creativitat a la seva infància quan acaba, es veu a ell mirant un dels seus vídeos de nova a la pantalla gran, i transiciona a una cançó sobre els aspectes problemàtics del seu passat.
Es veu a ell parlant de tot el temps que ha passat creant l'especial, i menciona que fa 30 anys, i que el preocupa fer-se gran, això que canta una cançó sobre fer 30 anys. Quan acaba fa un petit monòleg en el qual parla del suïcidi.
Entra intermedi on en Bo renta la pantalla com si fos una finestra, i canta una cançó sobre no voler saber les opinions de la gent sobre el seu treball. En una paròdia dels streamers de videojocs juga a un joc que consisteix en ell mateix tancat a una habitació i intentant passar el dia. Fa dues cançons seguides sobre la seva precària salut mental.
La pròxima cançó que interpreta és sobre la naturalesa canviant de l'internet, on ell fa el paper del concepte de l'internet en si. Segueix la cançó amb un skit sobre no voler acabar l'especial per tenir alguna cosa que el distregui i torna a fer una cançó sobre Jeffrey Bezos.
Toca una cançó amb guitarra sobre el seu malestar emocional amb la situació actual, intenta parlar amb l'audiència però es posa a plorar i no pot fer-ho.
Es posa a cantar una cançó a l'audiència on demana que el mirin i que resin per ell, on revela que havia millorat mentalment des de 2016 i que quasi estava preparat per tornar a actuar en viu, fins que va entrar la pandèmia mundial. Anuncia que ha acabat, i toca una cançó anomenada "goodbye" (adeu) composta per parts d'altres cançons de l'especial, quan acaba intenta sortir de la casa, ho aconsegueix i es queda tancat fora. Mentre intenta entrar amb totes les seves forces l'audiència comença a riure i es veu a ell mateix mirant el vídeo dintre de casa seva.

### Temes
El tema de l'especial es la salud mental de l'autor, i com va afectar quedar-se a dins, i veiem com la seva salut mental deteriora amb el temps, no només per la falta de contacte social, sino també per la situació política, econòmica, cultural i social del món.
L'especial posa un èmfasi amb el passat de Burnham i l'internet i YouTube amb certs skits, com el del streamer, el vídeo d'agraïment i la videoreacció, i amb això Burnham també reflexiona sobre el seu passat com a creador de contingut a internet.

### Recepció crítica
La recepció crítica va ser generalment molt positiva, amb els crítics elogiant especialment el disseny d'escenaris, la il·luminació, i el comentari social de l'especial.

## Inside (the songs)

### Llistat de cançons
L'àlbum consistint de totes les cançons de l'especial en ordre va ser llançat al 10 de juny en plataformes de música.
Llista de cançons:
1. Content
2. Comedy
3. FaceTime With My Mom (Tonight)
4. How The World Works
5. White Woman's Instagram
6. Unpaid Intern
7. Bezos I
8. Sexting
9. Look Who's Inside Again
10. Problematic
11. 30
12. Don't Wanna Know
13. Bezos II
14. Shit
15. All Time Low
16. Welcome To The Internet
17. That Funny Feeling
18. All Eyes On Me
19. Goodbye
20. Any Day Now

### Temes
Els temes són els mateixos que els de l'especial còmic, però en treure el context en el qual se situen les cançons, hi ha algunes peces que es converteixen en més abstractes, com Bezos I i II, o Shit.

### Recepció
Va ser l'àlbum número 4 a la llista d'àlbums d'Irlanda, el 5 del Regne Unit i Noruega, el 6 de Nova Zelanda i Canadà, el 7 dels Estats Units, i el 8 a Dinamarca. També va ser l'1 a àlbums còmics d'estats units.